# 莫蘭德 (堪薩斯州)
莫蘭德（英語：Morland）是一個位於美國堪薩斯州葛蘭姆縣的城市。

## 地方資料
根據2020年美國人口普查的數據，莫蘭德的面積為1.24平方千米，當中陸地面積為1.24平方千米，而水域面積為0.00平方千米。當地共有人口115人，而人口密度為每平方千米92.74人。